# Chương trình âm nhạc Hàn Quốc
Chương trình âm nhạc Hàn Quốc được phát sóng hàng tuần, với các nghệ sĩ khác nhau biểu diễn trên các chương trình để quảng bá cho sản phẩm âm nhạc của họ.
Các đơn vị phát thanh truyền hình lớn nhất của Hàn Quốc đều có chương trình riêng của mình, được phát trên các kênh khác nhau. SBS có Inkigayo, KBS có Music Bank, MBC có Show! Music Core (hay còn được gọi đơn giản là Music Core), Mnet có M Countdown, MBC M có Show Champion and SBS MTV có The Show.

## Chương trình âm nhạc

### Hiện tại
- Inkigayo hoặc The Music Trend (trước đây được gọi là SBS Popular Song) được phát sóng trên SBS vào Chủ Nhật hàng tuần. Nó hiện được dẫn chương trình bởi Yeon-jun, Noh Jeong-eui và Seo Beom-jun.[2]
- The Show được phát sóng trên SBS MTV vào thứ Ba hàng tuần. Nó hiện được dẫn chương trình bởi Kang Yeo-sang, Kang Min-hee và Kim Chae-hyun.[3]
- Show Champion được phát sóng trên MBC M vào thứ Tư hàng tuần. Nó hiện được dẫn chương trình bởi Moon Sua, Tsuki và Nana.[4]
- M Countdown được phát sóng trên Mnet vào thứ Năm hàng tuần.[5] Nó hiện được dẫn chương trình bởi Cho Mi-yeon và Nam Yoon Su.[6][7]
- Music Bank được phát sóng trên KBS2 và KBS World vào thứ Sáu hàng tuần. Nó hiện được dẫn chương trình bởi Lee Chaemin.[8]
- Show! Music Core được phát sóng trên MBC vào thứ Bảy hàng tuần. Nó hiện được dẫn chương trình bởi JungwoovàLee Know.[9]
- Pops in Seoul và Simply K-Pop đều được phát sóng trên Arirang TV và được biết đến là chương trình âm nhạc duy nhất của Hàn Quốc chưa từng có hệ thống bảng xếp hạng. Simply K-Pop cũng là chương trình âm nhạc Hàn Quốc nói tiếng Anh duy nhất.

### Chương trình âm nhạc trước đây
- Top 10 Songs đã được phát sóng trên KBS từ ngày 10 tháng 2 năm 1981 đến ngày 11 tháng 2 năm 1998. Sự nổi tiếng của nó ở Hàn Quốc là không có đối thủ, vì nó được phát sóng vào thời điểm mà truyền hình cáp và internet chưa phát triển. Nó có một hệ thống xếp hạng bài hát tương tự như Music Bank, thay thế cho Bravo New Generation, một chương trình âm nhạc ban đầu được dự định là sự thay thế của chương trình nhưng đã ngừng phát sóng chỉ sau vài tháng.[10]
- Show Network là một chương trình xếp hạng bài hát được phát sóng trên MBC từ ngày 30 tháng 10 năm 1989 đến ngày 9 tháng 11 năm 1990 khi MBC quyết định đổi tên chương trình thành tiếng Hàn, cuối cùng trở thành 여러분 의 인기 가요 hoặc Everyone's Popular Songs.[11]
- Everyone's Popular Songs đã được phát sóng trên MBC từ ngày 9 tháng 11 năm 1990 đến ngày 30 tháng 4 năm 1993. Nó được thay thế bằng Choice! Most Popular Songs, kết thúc vào cùng năm.[12]
- Live TV Gayo 20 thay thế cho Inkigayo hoặc SBS Popular Song vào năm 1994 và phát sóng cho đến năm 1998, khi SBS hồi sinh Inkigayo.[13]
- Popular Songs Best 50 bắt đầu phát sóng trên MBC vào ngày 21 tháng 4 năm 1995 và kéo dài đến ngày 17 tháng 1 năm 1998 thì bị hủy bỏ do chi phí sản xuất cao được gây ra bởi khủng hoảng tài chính châu Á năm 1997.[14]
- Show! Music Tank là chương trình âm nhạc dài nhất đã được phát sóng trên kênh truyền hình cáp KMTV Asia trong 13 năm (từ 11 tháng 3 năm 1995 đến 29 tháng 5 năm 2008).
- Live Young Times là một chương trình âm nhạc với hệ thống bảng xếp hạng đã được phát sóng trên MBC từ tháng 1 đến tháng 4 năm 1998, nhưng đã bị thay thế bởi Music Camp.
- Music Camp là một chương trình âm nhạc đã được phát sóng trên đài MBC, nhưng đã bị hủy bỏ sau một sự cố phát sóng trực tiếp khi 2 thành viên của một nhóm nhạc để lộ bộ phận nhạy cảm trong một phân đoạn của chương trình.[15]
- K-PopCon là một chương trình âm nhạc đã được phát sóng trên Channel A giữa tháng 12 năm 2011 và tháng 3 năm 2012.
- Music on Top là một chương trình âm nhạc đã được phát sóng trên JTBC nhưng đã bị hủy bỏ do tỷ lệ người xem thấp. Giống như hầu hết các chương trình âm nhạc khác, nó cũng có một hệ thống bảng xếp hạng để trao giải thưởng cho các nghệ sĩ hàng tuần.

## Buổi biểu diễn
Các nghệ sĩ thường ghi hình trước các buổi biểu diễn và xuất hiện trực tiếp trên chương trình để phỏng vấn và kết thúc chương trình, nơi nghệ sĩ chiến thắng của tuần được công bố. Đối với tất cả các chương trình âm nhạc, nghệ sĩ tích lũy điểm từ tuần trước để được đề cử cho vị trí đầu tiên trong tuần tiếp theo.
Họ cũng sử dụng các chương trình âm nhạc để quảng bá. "Debut Stage" là thuật ngữ được sử dụng cho các nghệ sĩ lần đầu tiên biểu diễn trên các chương trình, thường là buổi biểu diễn trực tiếp đầu tiên của họ khi họ ra mắt với tư cách là một nghệ sĩ. Mặt khác, "Comeback Stage" là thuật ngữ được sử dụng cho buổi biểu diễn đầu tiên của nghệ sĩ trong các chương trình với các bài hát mới của họ và bắt đầu một khoảng thời gian quảng bá mới, sau khi kết thúc khoảng thời gian ra mắt của họ.
Người hâm mộ cũng được phép tham dự buổi ghi hình trước và buổi ghi hình trực tiếp để ủng hộ nghệ sĩ miễn phí nếu đăng ký mua vé trên từng trang web của chương trình, với điều kiện không quay phim hoặc chụp ảnh trong quá trình ghi hình. Những người hâm mộ không tuân theo những quy tắc này sẽ bị cấm tham gia chương trình.

## Hệ thống xếp hạng
Một yếu tố quan trọng của mỗi chương trình âm nhạc ở Hàn Quốc là mỗi chương trình đều có hệ thống bình chọn. Mỗi chương trình có những cách khác nhau để kiểm phiếu và quyết định nghệ sĩ chiến thắng của tuần, vì vậy khả năng chiến thắng của một nghệ sĩ là khác nhau đối với mỗi chương trình. Billboard lý giải rằng đó là để bối cảnh chương trình âm nhạc "không có cảm giác tĩnh", trong đó kết quả sẽ giống nhau cho mỗi chương trình. Trong khi hầu hết các chương trình ưu tiên điểm kỹ thuật số, chúng khác nhau ở các lĩnh vực như điểm SNS, doanh số album, điểm phát sóng, bình chọn trực tiếp, v.v. Ví dụ, trong một khoảng thời gian, K-Chart của Music Bank đã tính doanh số album của bài hát trong hệ thống của họ, trong khi Inkigayo của SBS thì không. Vì một nghệ sĩ phải tích lũy điểm trong tuần đầu tiên quảng bá nên họ không đủ điều kiện để giành chiến thắng trên các chương trình âm nhạc trong tuần đầu tiên và chỉ có thể được đưa vào bảng xếp hạng âm nhạc kể từ đó và bao gồm cả tuần thứ hai.
| Chương trình âm nhạc | Kênh                           | Ngày phát sóng | Hệ thống xếp hạng | Điều kiện để được xếp hạng |
| -------------------- | ------------------------------ | -------------- | --- | --- |
| The Show             | SBS MTV                        | Thứ Ba         | - Điểm trước khi phát sóng: Tổng 90% (Kỹ thuật số (lượt tải + lượt phát trực tuyến) (40%), doanh số album (10%), lượt xem video âmnhạc (20%), điểm phát sóng (15%), bình chọn trước trên Starpass (5%)) - Bình chọn trực tiếp trên Starplay 10% (chỉ dành cho các đề cử The Show Choice)                                                                       | Phải tham gia chương trình |
| Show Champion        | MBC M (trước đây là MBC Music) | Thứ Tư         | - Kỹ thuật số (lượt phát trực tuyến + lượt tải) + doanh số album (50%), bình chọn trước trên Idol Champ (20%), điểm phát sóng (20%), SNS (10%) | Miễn là bài hát có trong danh sách bình chọn. Những bài hát đã có 3 chiến thắng sẽ không đủ điều kiện |
| M Countdown          | Mnet                           | Thứ Năm        | - Kỹ thuật số (lượt phát trực tuyến + lượt tải) (45%), doanh số album (15%), lượt xem video âm nhạc (15%), bình chọn trước (tổng số bình chọn trước trên Mwave, Whosfan, Mnet và Mnet Japan) (15%), điểm phát sóng (10%), bình chọn văn bản trực tiếp (10%) (chỉ dành những người được đề cử vị trí số 1 hàng tuần)                                            | Phải quảng bá cho ít nhất một chương trình âm nhạc trong tuần đó hoặc vài tuần trước đó. Những bài hát đã có 3 chiến thắng sẽ không đủ điều kiện                                                                                           |
| Music Bank           | KBS                            | Thứ Sáu        | - Kỹ thuật số (lượt phát trực tuyến + lượt tải) (65%), doanh số album (5%), điểm phát sóng của KBS (KBS2 (TV) và KBS Cool FM và KBS Happy FM (radio)) (20%), khảo sát (10%) | Các bài hát phải được xếp trong top 200 của ít nhất 1 trong 5 bảng xếp hạng âm nhạc mà Music Bank sử dụng |
| Show! Music Core     | MBC                            | Thứ Bảy        | - Điểm trước khi phát sóng: Tổng 100% (kỹ thuật số 50%, doanh số album 10%, lượt xem video âm nhạc 15%, phiếu bầu của người xem trước (2,000 người) 5%, đài phát thanh MBC 10%, người hâm mộ toàn cầu bình chọn 10%) - Chỉ dành cho những người được đề cử cho vị trí số 1: Tổng 20% (lượt phát trực tuyến trên FLO 10%, bình chọn trực tiếp của khán giả 10%) | Các bài hát mới trong vòng 2 tháng, kể từ ngày phát hành (ví dụ: nếu một bài hát được phát hành vào ngày 2 tháng 1 thì bài hát đó sẽ không đủ điều kiện sau ngày 2 tháng 3). Các bài hát đã giành được 4 chiến thắng sẽ không đủ điều kiện |
| Inkigayo             | SBS                            | Chủ Nhật       | - Kỹ thuật số (lượt phát trực tuyến + lượt tải) (55%), SNS (lượt xem trên YouTube) (30%), doanh số album (10%), phiếu bầu của người xem trước (5%), điểm phát sóng (10%), bình chọn trực tiếp (5%); chỉ dành cho những người được đề cử ở vị trí số 1) | Các bài hát đã có 3 chiến thắng sẽ không đủ điều kiện. Yêu cầu kỹ thuật số hiện không xác định |

- Show! Music Core phát sóng trong hơn 7 năm mà không có hệ thống xếp hạng từ ngày 31 tháng 12 năm 2005 trước khi được đưa trở lại vào ngày 20 tháng 4 năm 2013. Nó một lần nữa bị xóa bỏ vào ngày 21 tháng 11 năm 2015.[28] Vào ngày 22 tháng 4 năm 2017, hệ thống xếp hạng đã được đưa trở lại một lần nữa.[29]
- Inkigayo đã sửa chữa lại chương trình vào ngày 15 tháng 7 năm 2012 mà không có hệ thống bảng xếp hạng nhưng đã đưa trở lại vào ngày 17 tháng 3 năm 2013.[30]
- The Show phát sóng trong hơn 3 năm trước khi nó giới thiệu hệ thống bảng xếp hạng vào ngày 28 tháng 10 năm 2014.[31]
- Show Champion bắt đầu phát sóng từ ngày 21 tháng 2 năm 2012.
- Music Bank đã được phát sóng từ ngày 16 tháng 6 năm 1998. Người chiến thắng cuối cùng là vào ngày 2 tháng 8 năm 2001 trước khi xóa bỏ hệ thống xếp hạng. Nó đã được đưa trở lại một lần nữa vào ngày 7 tháng 9 năm 2007.
- M Countdown được phát sóng từ ngày 29 tháng 7 năm 2004 và luôn có hệ thống xếp hạng.

### Kỷ lục
Năm 2012, "Gangnam Style" của Psy đã giành được kỷ lục chiến thắng 10 tuần liên tiếp trên Music Bank, vượt qua kỷ lục chiến thắng 9 tuần liên tiếp trước đó được nắm giữ bởi "Gee" của Girls' Generation vào năm 2009.
Vào tháng 9 năm 2015, Girls' Generation trở thành nghệ sĩ Hàn Quốc đầu tiên đạt được tổng cộng 100 chiến thắng trên các chương trình âm nhạc.
BTS hiện đang giữ kỷ lục cho bài hát có nhiều chiến thắng trên các chương trình âm nhạc nhất với "Dynamite", phát hành vào tháng 8 năm 2020. Bài hát đã giành được chiến thắng tổng cộng 32 lần. Nhóm cũng giữ kỷ lục cho nghệ sĩ có nhiều chiến thắng trên các chương trình âm nhạc nhất trong một năm khi chiến thắng tổng cộng 50 lần và chiến thắng trên Show! Music Core trong 16 tuần liên tiếp (10 tuần với "Dynamite" và 6 tuần với "Life Goes On") vào năm 2020.